# Campeonato Mundial de Atletismo de 1995
El V Campeonato Mundial de Atletismo se celebró en Gotemburgo (Suecia) entre el 5 y el 13 de agosto de 1995 bajo la organización de la Asociación Internacional de Federaciones de Atletismo (IAAF) y la Federación Sueca de Atletismo.
Las competiciones se llevaron a cabo en el Estadio Ullevi. Participaron 1804 atletas de 191 federaciones nacionales pertenecientes a la IAAF.

## Resultados

### Masculino
| Evento                    | Oro                                                                              | Plata                                                                           | Bronce                                                                               |
| ------------------------- | -------------------------------------------------------------------------------- | ------------------------------------------------------------------------------- | ------------------------------------------------------------------------------------ |
| 100 m (06.08)             | Donovan Bailey · Canadá · 9,97 s                                                 | Bruny Surin · Canadá · 10,03 s                                                  | Ato Boldon Trinidad y Tobago 10,03 s                                                 |
| 200 m (11.08)             | Michael Johnson Estados Unidos 19,79                                             | Frank Fredericks Namibia 20,12                                                  | Jeff Williams Estados Unidos 20,18                                                   |
| 400 m (09.08)             | Michael Johnson Estados Unidos 43,39                                             | Hary Reynolds Estados Unidos 44,22                                              | Gregory Haughton Jamaica 44,56                                                       |
| 800 m (08.08)             | Wilson Kipketer Dinamarca 1:45,08                                                | Arthémon Hatunginama Burundi 1:45,64                                            | Vebjørn Rodal · Noruega · 1:45,68                                                    |
| 1500 m (13.08)            | Noureddine Morceli Argelia 3:33,73                                               | Hicham El Guerrouj Marruecos 3:35,28                                            | Vénuste Niyongabo Burundi 3:35,56                                                    |
| 5000 m (13.08)            | Ismael Kirui Kenia 13:16,77                                                      | Khalid Boulami Marruecos 13:17,15                                               | Shem Kororia Kenia 13:17,59                                                          |
| 10 000 m (08.08)          | Haile Gebrselassie Etiopía 27:12,95                                              | Khalid Skah Marruecos 27:14,53                                                  | Paul Tergat Kenia 27:14,70                                                           |
| 110 m vallas (12.08)      | Allen Johnson Estados Unidos 13,00                                               | Tony Jarrett Reino Unido 13,04                                                  | Roger Kingdom Estados Unidos 13,19                                                   |
| 400 m vallas (10.08)      | Derrick Adkins Estados Unidos 47,98                                              | Samuel Matete Zambia 48,03                                                      | Stéphane Diagana Francia 48,14                                                       |
| 3000 m obstáculos (11.08) | Moses Kiptanui Kenia 8:04,16                                                     | Christopher Koskei Kenia 8:09,30                                                | Saad Shaddad Al-Asmari Arabia Saudita 8:12,95                                        |
| 20 km marcha (06.08)      | Michele Didoni · Italia · 1:19:59                                                | Valentí Massana · España · 1:20:23                                              | Yevgueni Misiulia · Bielorrusia · 1:20:48                                            |
| 50 km marcha (10.08)      | Valentin Kononen · Finlandia · 3:43:42                                           | Giovanni Perricelli · Italia · 3:45:11                                          | Robert Korzeniowski · Polonia · 3:45:57                                              |
| Maratón (12.08)           | Martín Fiz · España · 2:11:41                                                    | Dionicio Cerón · México · 2:12:13                                               | Luíz Antonio dos Santos · Brasil · 2:12:49                                           |
| Salto de altura (08.08)   | Troy Kemp Bahamas 2,37 m                                                         | Javier Sotomayor · Cuba · 2,37 m                                                | Artur Partyka · Polonia · 2,35 m                                                     |
| Salto con pértiga (11.08) | Sergéi Bubka · Ucrania · 5,92                                                    | Maxim Tarasov · Rusia · 5,86                                                    | Jean Galfione Francia 5,86                                                           |
| Salto de longitud (12.08) | Iván Pedroso · Cuba · 8,70                                                       | James Beckford Jamaica 8,30                                                     | Mike Powell Estados Unidos 8,29                                                      |
| Salto triple (07.08)      | Jonathan Edwards Reino Unido 18,29 (RM)                                          | Brian Wellman Bermudas 17,62                                                    | Jerome Romain Dominica 17,59                                                         |
| Peso (09.08)              | John Godina Estados Unidos 21,47                                                 | Mika Halvari · Finlandia · 20,93                                                | Randy Barnes Estados Unidos 20,41                                                    |
| Disco (11.08)             | Lars Riedel · Alemania · 68,76                                                   | Vladimir Dubrovshchik · Bielorrusia · 65,98                                     | Vasili Kaptiuj · Bielorrusia · 65,88                                                 |
| Martillo (06.08)          | Andrei Abduvaliyev Tayikistán 81,56                                              | Igor Astapkovich · Bielorrusia · 81,10                                          | Tibor Gécsek · Hungría · 80,98                                                       |
| Jabalina (13.08)          | Jan Železný · República Checa · 89,58                                            | Steve Backley Reino Unido 86,30                                                 | Boris Henry · Alemania · 86,08                                                       |
| 4 × 100 m (13.08)         | Canadá · Robert Esmie · Glenroy Gilbert · Bruny Surin · Donovan Bailey · 38,31 s | Australia Paul Henderson Tim Jackson Steve Brimacombe Damien Marsh 38,50 s      | Italia · Giovanni Puggioni · Ezio Madonia · Angelo Cipolloni · Sandro Floris · 39,07 |
| 4 × 400 m (13.08)         | Estados Unidos Marlon Ramsey Derek Mills Harry Reynolds Michael Johnson 2:57,32  | Jamaica Michael McDonald Davian Clarke Danny McFarlane Gregory Haughton 2:59,88 | Nigeria Udeme Ekpeyong Kunle Adejuyigbe Jude Monye Sunday Bada 3:03,18               |
| Decatlón (07.08)          | Dan O'Brien Estados Unidos 8.695 pts.                                            | Eduard Hämäläinen · Bielorrusia · 8.498 pts.                                    | Mike Smith · Canadá · 8.419 pts.                                                     |

- RM – Récord mundial

### Femenino
| Evento                    | Oro                                                                                       | Plata                                                                                          | Bronce                                                                                          |
| ------------------------- | ----------------------------------------------------------------------------------------- | ---------------------------------------------------------------------------------------------- | ----------------------------------------------------------------------------------------------- |
| 100 m (07.08)             | Gwen Torrence Estados Unidos 10,85 s                                                      | Merlene Ottey Jamaica 10,94 s                                                                  | Irina Privalova · Rusia · 10,96                                                                 |
| 200 m (10.08)             | Merlene Ottey Jamaica 22,12                                                               | Irina Privalova · Rusia · 22,12                                                                | Galina Malchugina · Rusia · 22,37                                                               |
| 400 m (08.08)             | Marie José Pérec Francia 49,28                                                            | Pauline Davis-Thompson Bahamas 49,96                                                           | Jearl Miles-Clark Estados Unidos 50,00                                                          |
| 800 m (13.08)             | Ana Fidelia Quirós · Cuba · 1:56,11                                                       | Letitia Vriesde Surinam 1:56,68                                                                | Kelly Holmes Reino Unido 1:56,95                                                                |
| 1500 m (09.08)            | Hassiba Boulmerka Argelia 4:02,42                                                         | Kelly Holmes Reino Unido 4:03,04                                                               | Carla Sacramento Portugal 4:03,79                                                               |
| 5000 m (12.08)            | Sonia O'Sullivan Irlanda 14:46,47                                                         | Fernanda Ribeiro Portugal 14:48,54                                                             | Zahra Ouaziz Marruecos 14:53,77                                                                 |
| 10 000 m (09.08)          | Fernanda Ribeiro Portugal 31:04,99                                                        | Derartu Tulu Etiopía 31:08,10                                                                  | Tegla Laroupe Kenia 31:17,66                                                                    |
| 100 m vallas (06.08)      | Gail Devers Estados Unidos 12,68                                                          | Olga Shishigina · Kazajistán · 12,80                                                           | Yulia Filippova · Rusia · 12,85                                                                 |
| 400 m vallas (11.08)      | Kim Batten Estados Unidos 52,61 (RM)                                                      | Tonja Buford-Bailey Estados Unidos 52,62                                                       | Deon Hemmings Jamaica 53,48                                                                     |
| 10 km marcha (07.08)      | Irina Stankina · Rusia · 42:13                                                            | Elisabetta Perrone · Italia · 42:16                                                            | Yelena Nikolayeva · Rusia · 42:20                                                               |
| Maratón (05.08)           | Maria Manuela Machado Portugal 2:25:39                                                    | Anuța Cătună · Rumania · 2:26:25                                                               | Ornella Ferrara · Italia · 2:30:11                                                              |
| Salto de altura (13.08)   | Stefka Kostadinova Bulgaria 2,01 m                                                        | Alina Astafei · Alemania · 1,99 m                                                              | Inga Babakova · Ucrania · 1,99 m                                                                |
| Salto de longitud (06.08) | Fiona May · Italia · 6,98                                                                 | Niurka Montalvo · Cuba · 6,86                                                                  | Irina Mushailova · Rusia · 6,83                                                                 |
| Salto triple (10.08)      | Inessa Kravets · Ucrania · 15,50 (RM)                                                     | Iva Prandzheva Bulgaria 15,18                                                                  | Anna Biriukova · Rusia · 15,08                                                                  |
| Peso (15.08)              | Astrid Kumbernuss · Alemania · 21,12                                                      | Zhihong Huang China 20,04                                                                      | Svetla Mitkova Bulgaria 19,56                                                                   |
| Disco (12.08)             | Ellina Zvereva · Bielorrusia · 68,64                                                      | Ilke Wyludda · Alemania · 67,20                                                                | Olga Burova · Rusia · 66,86                                                                     |
| Jabalina (08.08)          | Natalia Shikolenko · Bielorrusia · 67,56                                                  | Felicia Țilea-Moldovan · Rumania · 65,22                                                       | Mikaela Ingberg · Finlandia · 65,16                                                             |
| 4 × 100 m (13.08)         | Estados Unidos Celena Mondie-Milner Carlette Guidry Chrystie Gaines Gwen Torrence 42,12 s | Jamaica Dahlia Duhaney Juliet Cuthbert Beverly McDonald Merlene Ottey 42,25 s                  | Alemania · Melanie Paschke · Silke Lichtenhagen · Silke-Beate Knoll · Gabriele Becker · 43,01 s |
| 4 × 400 m (13.08)         | Estados Unidos Kim Graham Rochelle Stevens Camara Jones Jwearl Miles-Clark 3:22,39        | Rusia · Tatiana Chebikina · Svetlana Goncharenko · Yulia Sotnikova · Elena Andreyeva · 3:23,98 | Australia Lee Naylor Renee Poetschka Melinda Gainsford Cathy Freeman 3:25,88                    |
| Heptatlón (10.08)         | Ghada Shouaa Siria 6.651 pts.                                                             | Svetlana Moskalets · Rusia · 6.575 pts.                                                        | Rita Ináncsi · Hungría · 6.522 pts.                                                             |

- RM – Récord mundial

## Medallero
| Núm. | País              | Oro | Plata | Bronce | Total |
| ---- | ----------------- | --- | ----- | ------ | ----- |
| 1    | Estados Unidos    | 12  | 2     | 5      | 19    |
| 2    | Bielorrusia       | 2   | 3     | 2      | 7     |
| 3    | Alemania          | 2   | 2     | 2      | 6     |
| 3    | Italia            | 2   | 2     | 2      | 6     |
| 5    | Cuba              | 2   | 2     | 0      | 4     |
| 6    | Kenia             | 2   | 1     | 3      | 6     |
| 7    | Canadá            | 2   | 1     | 1      | 4     |
| 7    | Portugal          | 2   | 1     | 1      | 4     |
| 9    | Ucrania           | 2   | 0     | 1      | 3     |
| 10   | Argelia           | 2   | 0     | 0      | 2     |
| 11   | Rusia             | 1   | 4     | 7      | 12    |
| 12   | Jamaica           | 1   | 4     | 2      | 7     |
| 13   | Reino Unido       | 1   | 3     | 1      | 5     |
| 14   | Bulgaria          | 1   | 1     | 1      | 3     |
| 14   | Finlandia         | 1   | 1     | 1      | 3     |
| 16   | Bahamas           | 1   | 1     | 0      | 2     |
| 16   | España            | 1   | 1     | 0      | 2     |
| 16   | Etiopía           | 1   | 1     | 0      | 2     |
| 19   | Francia           | 1   | 0     | 2      | 3     |
| 20   | Dinamarca         | 1   | 0     | 0      | 1     |
| 20   | Irlanda           | 1   | 0     | 0      | 1     |
| 20   | República Checa   | 1   | 0     | 0      | 1     |
| 20   | Siria             | 1   | 0     | 0      | 1     |
| 20   | Tayikistán        | 1   | 0     | 0      | 1     |
| 25   | Marruecos         | 0   | 3     | 1      | 4     |
| 26   | Rumania           | 0   | 2     | 0      | 2     |
| 27   | Australia         | 0   | 1     | 1      | 2     |
| 27   | Burundi           | 0   | 1     | 1      | 2     |
| 29   | Bermudas          | 0   | 1     | 0      | 1     |
| 29   | China             | 0   | 1     | 0      | 1     |
| 29   | Kazajistán        | 0   | 1     | 0      | 1     |
| 29   | México            | 0   | 1     | 0      | 1     |
| 29   | Namibia           | 0   | 1     | 0      | 1     |
| 29   | Surinam           | 0   | 1     | 0      | 1     |
| 29   | Zambia            | 0   | 1     | 0      | 1     |
| 36   | Hungría           | 0   | 0     | 2      | 2     |
| 36   | Polonia           | 0   | 0     | 2      | 2     |
| 38   | Arabia Saudita    | 0   | 0     | 1      | 1     |
| 38   | Brasil            | 0   | 0     | 1      | 1     |
| 38   | Dominica          | 0   | 0     | 1      | 1     |
| 38   | Nigeria           | 0   | 0     | 1      | 1     |
| 38   | Noruega           | 0   | 0     | 1      | 1     |
| 38   | Trinidad y Tobago | 0   | 0     | 1      | 1     |
|      | TOTAL             | 44  | 44    | 44     | 132   |